# المجمع العالمي للصحوة الإسلامية

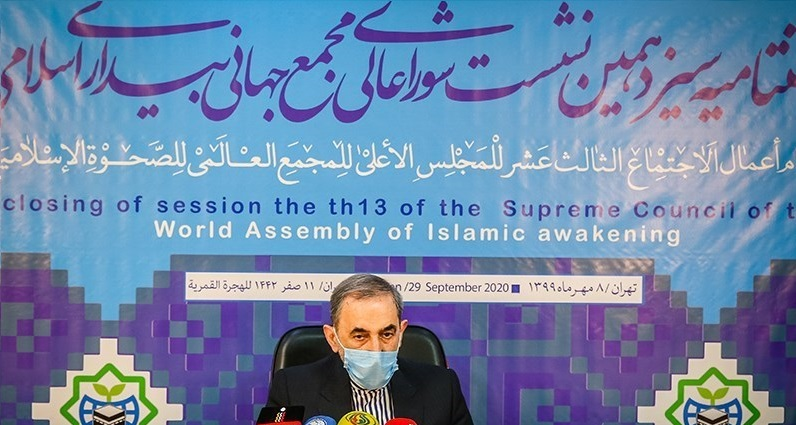
- جلسة المجلس الأعلى لـ "الندوة العالمية للصحوة الإسلامية" ؛ محاضرة علي أكبر ولايتي أمين عام الجمعية

المجمع العالمية للصحوة الإسلامية هو مجمع إسلامي تم تشكيله من أجل ضمان استمرارية / تطوير «حركة الصحوة الإسلامية» من خلال زيادة التواصل والتفاعل ونقل الخبرات. مقر الأمانة الدائمة للجمعية في طهران، إيران. بدأ هذا المجلس الإسلامي نشاطه في عام 2011. علي أكبر ولايتي كبير مستشاري المرشد الأعلى (لإيران) في الشؤون الدولية هو الأمين العام للاتفاقية (الاتفاقيات).  
تمتلك المجمع العالمية للصحوة الإسلامية     40 عضوًا،   وتم تأسيسها   بالتزامن مع بدء موجة الصحوة الإسلامية في طهران. بهدف «منع التطورات الإقليمية من الانحراف عن مسارها» و «وحدة الأمة الإسلامية والتقارب بين الأديان»، بالإضافة إلى «الشفافية / المعلومات / المواجهة مع التيارات المعادية للإسلام» التي تسعى إلى تحدي الصحوة الإسلامية.   